# ایسترادفیلین
ایسترادفیلین (انگلیسی: Istradefylline) دارویی است که به عنوان یک درمان اضافی برای لوودوپا/کاربی‌دوپا در بزرگسالان مبتلا به بیماری پارکینسون (PD) که دوره‌های "خاموش" را تجربه می‌کنند، استفاده می‌شود. ایسترادفیلین دوره های "خاموش" ناشی از درمان طولانی مدت با داروی ضد پارکینسون لوودوپا را کاهش میدهد. دوره "خاموش" زمانی است که داروهای بیمار به خوبی کار نمی کنند و باعث افزایش علائم PD، مانند لرزش و مشکل در راه رفتن میشود.
عوارض جانبی نسبتاً شایع عبارتند از: حرکات غیرارادی ماهیچه (دیسکینزی)، یبوست، توهم، سرگیجه و مانند مولکول اصلی آن کافئین، حالت تهوع و بی خوابی.